# Estoy en crisis
Estoy en crisis és una pel·lícula còmica espanyola de 1982 dirigida per Fernando Colomo i que és protagonitzada per José Sacristán, Cristina Marsillach i Mercè Sampietro en els seus papers principals.

## Argument
Bernabé és un home casat treballa com a director creatiu en una agència de publicitat. Quan arriba als 40 anys, vol ser un seductor amb totes les noies que pugui. Però res surt com ell espera i la seva dona el deixa.

## Repartiment
- José Sacristán: Bernabé
- Cristina Marsillach: Lucía
- Mercè Sampietro: Gloria
- Fernando Vivanco: Benavides
- Enrique San Francisco: Enrique
- Marta Fernández Muro: Evelia
- Luis Ciges: Hortelano

## Recepció
Fou projectada com a part de la secció oficial de la 39a Mostra Internacional de Cinema de Venècia, on va tenir una acollida desigual.